# Mary Jo Sanders
Mary Jo Sanders est une boxeuse professionnelle américaine née le 13 janvier 1974 à Détroit, Michigan.

## Carrière
Elle a remporté en l'espace de seulement deux ans (2005 et 2006) un titre de championne du monde dans 3 catégories de poids différentes : des super-légers aux super-welters. Sanders met un terme à sa carrière en 2008 après une défaite puis un match nul concédés à sa compatriote Holly Holm, les deux seuls combats qu'elle n'a pas remporté.